# Ólafur Jóhann Sigurðsson
Ólafur Jóhann Sigurðsson (* 26. September 1918 in Hlíð, Island; † 30. Juli 1988 in Reykjavík, Island) war ein isländischer Schriftsteller.

## Leben
Ólafur Jóhann Sigurðsson wurde als Sohn von Sigurður Jónsson und Thora Ingibjörg Jónsdóttir auf dem Bauernhof Hlíð geboren, dessen Grund inzwischen ein Teil von Garðabær, einem Vorort von Reykjavík ist.
Seine Eltern zogen, als er noch ein kleiner Junge war, mit den Kindern erst auf den Hof Litla-Háls, und später auf den Hof Torfastaðir, die beide zwischen Ingólfsfjall und Þingvallavatn im Südwesten des Landes liegen, um. Während des Winters wurde er von seinem Vater, der auch Grundschullehrer war, unterrichtet, ansonsten erwarb er sich sein Wissen autodidaktisch. Früh schon hat ihn die Natur seiner Heimat fasziniert, wie in dem Gedicht Sungið við Sog zum Ausdruck kommt. Sog ist der Fluss, der in der Nähe des ehemaligen Hofes seiner Eltern vorbeifließt.
Dort schlug er sich als Arbeiter in Fabriken, im Straßenbau, bei der Ernte, als Laufbursche, Korrektor, Redakteur und hausierender Buchhändler durch.
Am 22. April 1943 heiratete Ólafur Jóhann Anna Jónsdóttir (* 31. Mai 1918; † 22. Februar 1995). Das Ehepaar bekam zwei Söhne: den Meereskundler Jón Ólafsson (* 17. November 1943) und den Schriftsteller und Unternehmer Ólafur Jóhann Ólafsson (* 26. August 1962).
Ólafur Jóhann Sigurðsson starb 1988.

## Werke
Mit 16 Jahren veröffentlichte Ólafur Jóhann Sigurðsson sein erstes Buch, das Kinderbuch Við Álfatvatn, und bald darauf Skuggarnir af bænum  (dt. „Schatten der Stadt“).
Neben zahlreichen Kurzgeschichten schrieb er vor allem Romane, veröffentlichte aber auch Lyrik. Außerdem übersetzte er zahlreiche Werke und widmete sich dem Herausgeben von Büchern. In seinen eigenen Texten thematisierte er gerne das Leben einfacher Leute, auch die Landflucht in Island wie z. B. in seiner Trilogie über den Journalisten Páll Jónsson (Gangvirkið (deutsch: „Das Uhrwerk“), 1977: Seiður og hélog („Zauber und Irrlichter“), 1983: Drekar og smáfuglar („Drachen und Zaunkönige“)). Die Trilogie gilt als eines der herausragenden Werke des Realismus in Island.
Nach weiteren erfolgreichen Veröffentlichungen verfügte er über ausreichende finanzielle Mittel, Island zu verlassen. In Kopenhagen (Winter 1936–1937) lernte er daraufhin die literarischen Strömungen seiner Zeit kennen, und in New York hörte er von 1943 bis 1944 Vorlesungen in Literaturwissenschaft an der Columbia University.
Er schrieb Romane, Erzählungen, Gedichte und Kinderbücher und übersetzte aus dem Englischen.
Sein Werk ist in 18 Sprachen übersetzt worden, ins Deutsche überwiegend von Owe Gustavs und Bruno Kress.

## Rezeption und Würdigung
Ólafur Jóhann Sigurðssons erste Werke werden dem Sozialistischen Realismus zugeordnet, was erklärt, dass seine Bücher in deutscher Übersetzung in der DDR im Aufbau-Verlag veröffentlicht wurden.
Bekannt wurde seine Trilogie mit dem Journalisten Páll Jónsson als literarischer Figur. Diese Trilogie verfasste er über eine Zeitspanne von nahezu 30 Jahren: 1955: Gangvirkið (deutsch: „Das Uhrwerk“), 1977: Seiður og hélog („Zauber und Irrlichter“), 1983: Drekar og smáfuglar („Drachen und Zaunkönige“). Diese Romane werden als Höhepunkt des Realismus in der Isländischen Literatur des 20. Jahrhunderts gewürdigt. Ólafurs Texte behandeln die starken Veränderungen, denen die isländische Gesellschaft im 20. Jahrhundert unterworfen war; die Entstehung der Städte und die Landflucht. Sein Stil wird von genauen Beschreibungen und Ironie geprägt.
Ólafur Sigurðsson erhielt 1976 als erster Isländer den Literaturpreis des Nordischen Rates für seine Lyrikbände Að laufferjum (wörtlich: „An die Laubfähren“) und Að brunnum (wörtlich: „An die Brunnen“).

## Werkverzeichnis
- Við Álftavatn 1934
- Um sumarkvöld 1935
- Skuggarnir af bænum 1936
- Liggur vegurinn þangað? 1940
- Kvistir í altarinu 1940
- Fjallið og draumurinn 1944
- Teningar í tafli 1945
- Speglar og fiðrildi 1947
- Litbrigði jarðarinnar 1947 („Farbenspiel der Erde“)
- Vorköld jörð 1951
- Nokkrar vísur um veðrið og fleira 1952
- Gangvirkið 1955 („Das Uhrwerk: Abenteuer eines Journalisten“ von 1982)
- Á vegamótum 1955
- Ljósir dagar 1959
- Leynt og ljóst 1965
- Bréf séra Böðvars 1965 („Pastor Bödvars“)
- Seint á ferð 1972
- Að laufferjum 1972
- Hreiðrið 1972
- Að brunnum 1974
- Að laufferjum og brunnum 1976
- Seiður og hélog 1977 („Zauber und Irrlichter: aus den Aufzeichnungen eines Journalisten“ von 1987)
- Virki og vötn 1978
- Í gestanauð: sögur 1940–1945 1979
- Margs er að gæta: sögur 1945–1962 1979
- Drekar og smáfuglar. Úr fórum blaðamanns 1983 („Drachen und Zaunkönige: aus den Aufzeichnungen eines Journalisten“ von 1989).
- Að lokum. Kvæði. 1988
- Sagnaúrval 1939–1965 1993
- Kvæði 1995